# Moment d'un couple
Ne doit pas être confondu avec le  moment d'un couple en physique
Moment d'un couple est un roman de Nelly Alard paru le 29 août 2013 aux éditions Gallimard et ayant reçu le prix Interallié la même année.

## Résumé
Juliette et Olivier sont mariés depuis 10 ans et ont deux enfants à Paris. Un jour, Olivier téléphone à Juliette pour l’informer qu’il la trompe depuis 3 semaines avec Victoire, une élue locale qu’il a rencontré par le biais de son métier de journaliste. Le reste du roman raconte le trajet difficile de ce couple après cette annonce.
Le roman se déroule en 2003 puisqu'il est fait référence à la mort de Marie Trintignant, tuée par son compagnon Bertrand Cantat.

## Réception critique
Le roman reçoit le 19 novembre 2013 le prix Interallié.
Le magazine L'Express consacre un article sur les 3 raisons de lire ce roman.

## Éditions
- Moment d'un couple, éditions Gallimard, 2013  (ISBN 978-2070141951).